# مار سینالوان میلک
 مار سینالوان میلک(نام علمی: Lampropeltis triangulum sinaloae) نام یک زیرگونه از سرده شه‌مار است.